# Terry Gerin
Terrence "Terry" Romney Gerin (n. 7 octombrie 1975) este un wrestler american, mai cunoscut sub numele de ring Rhino și Rhyno. În prezent evoluează în promoția WWE pentru marca Smackdown.
În ECW în 2001 Rhyno cucerea titlul de campion ECW. Dar din cauză că compania s-a desființat, a trebuit să plece în WWF. Unde, deși a avut rezultate bune, cucerind titlul hardcore și titlul Statelor Unite, a părăsit și WWE-ul și a decis să plece în TNA. În TNA Rhyno a avut nenumărate conflicte, cele mai importante fiind cu Abyss sau James Storm deși Rhyno le-a câștigat pe toate, a câștigat în 2005 titlul NWA de la Jeff Jarrett însângerat și obosit. Jeff a luat-o înapoi, Rhyno supărându-se și mai tare, lansând o serie de provocări formidabile. Acum Rhyno e de partea lui abyss în confruntarea cu Black Reign și Rellik. Câștigând ei meciurile pe care le-au avut până acum cu ei. Rhyno este un membru al stable-ului The Thug Life,din care mai făceau parte Edge, Christian Cage și Joe Legend. Nu numai titlul ECW a cucerit ci și titlul ECW Television. În 1999, Rhyno și Steve Corino i-au provocat pe Tommy Dreamer și Raven la un meci pentru centurile la echipe ECW. De asemenea feudul cu Sandman nu lipsește! Când Sandman a câștigat titlul ECW și s-a bucurat enorm timp de 15 minute, Rhyno a apărut de nicăieri lansându-i o devastatore spear, intitulat de el Gore, pe o masă.

## Titluri în wrestling
- Border City Wrestling
  - BCW Can-Am Television Championship (1 dată)[1]
- Canadian Wrestling's Elite
  - CWE Tag Team Championship (1 dată) – cu AJ Sanchez[2]
- Catch Wrestling Association
  - CWA World Tag Team Championship (2 ori)[3][4] – cu Joe Legend (1) și Jean-Pierre Lafitte (1)
- DDT Pro-Wrestling
  - Ironman Heavymetalweight Championship (1 dată)[5]
- European Wrestling Promotion
  - EWP World Heavyweight Championship (1 dată)[6]
- Extreme Championship Wrestling
  - ECW World Heavyweight Championship (1 dată)[7]
  - ECW World Television Championship (2 ori)[8][9]
- Full Global Alliance Wrestling
  - FGA Heavyweight Championship (1 dată)
- International Wrestling Cartel
  - IWC World Heavyweight Championship (1 dată)[10]
- Jersey All Pro Wrestling
  - JAPW Heavyweight Championship (1 dată)[11]
- Lancaster Championship Wrestling
  - LCW Heavyweight Championship (1 time)[12]
- Metro Pro Wrestling
  - MPW Heavyweight Championship (1 time)
- NWA Mid-South
  - NWA Mid-South Unified Heavyweight Championship (1 dată)[13]
- Prime Time Wrestling
  - PTW Heavyweight Championship (1 dată)[14]
- Pro Wrestling Illustrated
  - PWI Ranked him #10 of the top 500 singles wrestlers in the PWI 500 in 2001[15]
- Pure Wrestling Association
  - Carrot Cup (2015) – cu Tommy Dreamer[16]
- Rockstar Pro
  - Rockstar Pro Championship (1 time)[17]
- Total Nonstop Action Wrestling
  - NWA World Heavyweight Championship (1 dată)[18]
  - Gauntlet for the Gold (2005 – Heavyweight)[19]
  - TNA Turkey Bowl (2008)[20]
- Universal Championship Wrestling
  - UCW Heavyweight Championship (1 dată)[21]
- Universyl Wrestling Enterprises
  - UWE Heavyweight Championship (1 dată)[22]
- USA Xtreme Wrestling
  - UXW Heavyweight Championship (1 dată)[23]
- World Series Wrestling
  - WSW Heavyweight Championship (1 dată)[24]
- World Wrestling Federation/WWE
  - WWF Hardcore Championship (3 ori)[25]
  - WCW United States Championship (1 dată)[26]
  - WWE SmackDown Tag Team Championship (1 dată, inaugural) – cu Heath Slater
  - WWE SmackDown Tag Team Championship Tournament (2016) – cu Heath Slater
- Xtreme Intense Championship Wrestling
  - XICW Midwest Heavyweight Championship (3 ori)[27]
- Xtreme Wrestling Alliance
  - XWA Heavyweight Championship (1 dată)